# Stefano Tomašević
Stefano Tomašević (in Croato Stjepan Tomašević, in serbo Стефан Томашевић, Stefan Tomašević; 1438 circa – Jajce, 5 giugno 1463) è stato l'ultimo Re di Bosnia, dal 1461 al 1463, e anche il Despota di Serbia dal 1458 al 1459.

## Biografia
Figlio del re Stefano Tommaso (Stjepan Tomaš), è stato l'ultimo membro della famiglia Kotromanić.
Fu Despota di Serbia dal 1458 al 1459.
Nel 1461, a fronte dell'invasione ottomana, chiese aiuto a papa Pio II e due anni dopo alla Repubblica di Venezia, ma nessuno rispose operativamente in Bosnia.
Nel 1463 il sultano Maometto II invase il suo territorio. La città reale di Bobovac cadde velocemente, costringendo Tomašević a ritirarsi prima a Jajce e poi a Ključ. L'intero regno di Bosnia fu velocemente conquistato dagli ottomani e Tomašević fu catturato a Ključ e, nonostante gli fosse promesso il contrario, fu condotto a Jajce e decapitato in un campo vicino, noto come Carevo Polje (Campi degli Zar).
Nel 1888 l'archeologo croato Ćiro Truhelka compì degli scavi in una località in Jajce nota come Kraljev Grob (Tomba del Re), e trovò il corpo decapitato di un uomo adulto. Anche se non vi è alcuna prova certa che questi siano i resti di Tomašević, le tradizioni locali e le prove presenti rendono quasi certo il fatto. I resti furono da allora custoditi, tranne per brevi intervalli, nel monastero francescano di Jajce.